# تالكو
تالكو (بالإنجليزية: Talco)‏ هي مدينة أمريكية تقع في ولاية تكساس.تبلغ مساحة هذه المدينة 2 (كم²)،ويبلغ عدد سكانها 570 نسمة حسب إحصاء سنة 2010 م. تشير إحصاءات سنة 2000م بأن الكثافة السكانية في هذه المدينة تقدر بـ(286.9) نسمة/كم2.

## التركيبة السكانية
حدّد مكتب تعداد الولايات المتحدة بيانات التركيبة السكانية لتالكو في تعداد الولايات المتحدة. في ما يلي، التركيبة السكانية حسب تعدادي 2000 و2010.

### تعداد عام 2000
بلغ عدد سكان تالكو 570 نسمة بحسب تعداد عام 2000، وبلغ عدد الأسر 220 أسرة وعدد العائلات 151 عائلة مقيمة في المدينة. في حين سجلت الكثافة السكانية 286.4 نسمة لكل كيلومتر مربع (741.8/ميل2). وبلغ عدد الوحدات السكنية 277 وحدة بمتوسط كثافة قدره 139.2 لكل كيلومتر مربع (360.5/ميل2).
وتوزع التركيب العرقي للمدينة بنسبة 78.60% من البيض و12.81% من الأمريكيين الأفارقة و8.25% من الأعراق الأخرى و0.35% من عرقين مختلطين أو أكثر و13.16% من الهسبانيون أو اللاتينيون من أي عرق.
بلغ عدد الأسر 220 أسرة كانت نسبة 36.8% منها لديها أطفال تحت سن الثامنة عشر تعيش معهم، وبلغت نسبة الأزواج القاطنين مع بعضهم البعض 49.1% من أصل المجموع الكلي للأسر، ونسبة 13.6% من الأسر كان لديها معيلات من الإناث دون وجود شريك، بينما كانت نسبة 5.9% من الأسر لديها معيلون من الذكور دون وجود شريكة وكانت نسبة 31.4% من غير العائلات. تألفت نسبة 28.2% من أصل جميع الأسر من عدة أفراد يعيشون في نفس المنزل ونسبة 15% كانت تتألف من شخص يعيش بمفرده يبلغ من العمر 65 عاماً أو أكثر. وبلغ متوسط حجم الأسرة المعيشية 2.59، أما متوسط حجم العائلات فبلغ 3.18.
بلغ العمر الوسطي للسكان 33.5 عاماً. وكانت نسبة 30% من القاطنين تحت سن الثامنة عشر، وكانت نسبة 8.4% بين الثامنة عشر والرابعة والعشرين عاماً، ونسبة 27.2% كانت واقعةً في الفئة العمرية ما بين الخامسة والعشرين والرابعة والأربعين عاماً، ونسبة 20.4% كانت ما بين الخامسة والأربعين والرابعة والستين، ونسبة 14% كانت ضمن فئة الخامسة والستين عاماً فما فوق. يوجد لكل 100 أنثى 104.3 ذكر، ويوجد لكل 100 أنثى في الثامنة عشر من عمرها فما فوق 101.5 ذكر.
بلغ متوسط دخل الأسرة في المدينة 17,500 دولارًا، أما متوسط دخل العائلة فبلغ 21,250 دولارًا. وكان متوسط دخل الذكور 23,750 دولارًا مقابل 12,426 دولارًا للإناث. وسجل دخل الفرد الخاص بالمدينة 8,243 دولارًا. وكانت نسبة 36.4% من العائلات ونسبة 38.3% من السكان تحت خط الفقر، وكان من هؤلاء نسبة 47.5% تحت سن الثامنة عشر ونسبة 18.8% في الخامسة والستين من العمر وما فوق.

### تعداد عام 2010
بلغ عدد سكان تالكو 516 نسمة بحسب تعداد عام 2010، وبلغ عدد الأسر 199 أسرة وعدد العائلات 135 عائلة مقيمة في المدينة. في حين سجلت الكثافة السكانية 259.3 نسمة لكل كيلومتر مربع (671.6/ميل2). وبلغ عدد الوحدات السكنية 271 وحدة بمتوسط كثافة قدره 136.2 لكل كيلومتر مربع (352.8/ميل2).
وتوزع التركيب العرقي للمدينة بنسبة 75.58% من البيض و13.18% من الأمريكيين الأفارقة و1.55% من الأمريكيين الأصليين و0.78% من الأمريكيين ذوي الأصول الآسيوية و5.81% من الأعراق الأخرى و3.10% من عرقين مختلطين أو أكثر و19.38% من الهسبانيون أو اللاتينيون من أي عرق.
بلغ عدد الأسر 199 أسرة كانت نسبة 39.7% منها لديها أطفال تحت سن الثامنة عشر تعيش معهم، وبلغت نسبة الأزواج القاطنين مع بعضهم البعض 42.2% من أصل المجموع الكلي للأسر، ونسبة 17.1% من الأسر كان لديها معيلات من الإناث دون وجود شريك، بينما كانت نسبة 8.5% من الأسر لديها معيلون من الذكور دون وجود شريكة وكانت نسبة 32.2% من غير العائلات. تألفت نسبة 27.6% من أصل جميع الأسر من عدة أفراد يعيشون في نفس المنزل ونسبة 10.1% كانت تتألف من شخص يعيش بمفرده يبلغ من العمر 65 عاماً أو أكثر. وبلغ متوسط حجم الأسرة المعيشية 2.59، أما متوسط حجم العائلات فبلغ 3.13.
بلغ العمر الوسطي للسكان 35.7 عاماً. وكانت نسبة 28.3% من القاطنين تحت سن الثامنة عشر، وكانت نسبة 9.1% بين الثامنة عشر والرابعة والعشرين عاماً، ونسبة 24.6% كانت واقعةً في الفئة العمرية ما بين الخامسة والعشرين والرابعة والأربعين عاماً، ونسبة 25% كانت ما بين الخامسة والأربعين والرابعة والستين، ونسبة 13% كانت ضمن فئة الخامسة والستين عاماً فما فوق. وتوزع التركيب الجنسي للسكان بنسبة 48.6% ذكور و51.4% إناث.